# Delphinium decoloratum
Delphinium decoloratum là một loài thực vật có hoa trong họ Mao lương. Loài này được Ovcz. & Kochk. mô tả khoa học đầu tiên năm 1975.